# 1736 у літературі

## Книги

### П'єси
- «Пасквін, драматична сатира на сучасність» (англ. «Pasquin, a Dramatick Satire on the Times») — комедія Генрі Філдінга.

### Нехудожні
- «Метод флюксій» — праця Ісаака Ньютона.

## Народились
- 27 жовтня — Джеймс Макферсон, шотландський поет.

## Померли
- 30 квітня — Йоганн Альберт Фабріціус, німецький філолог.